# Хутори (Леб'яжівський округ)
Хутори́ (рос. Хутора) — село у складі Леб'яжівського округу Курганської області, Росія. Адміністративний центр та єдиний населений пункт Хуторської сільської ради.
Населення — 360 осіб (2017, 447 у 2010, 540 у 2002).